# Ландтаг

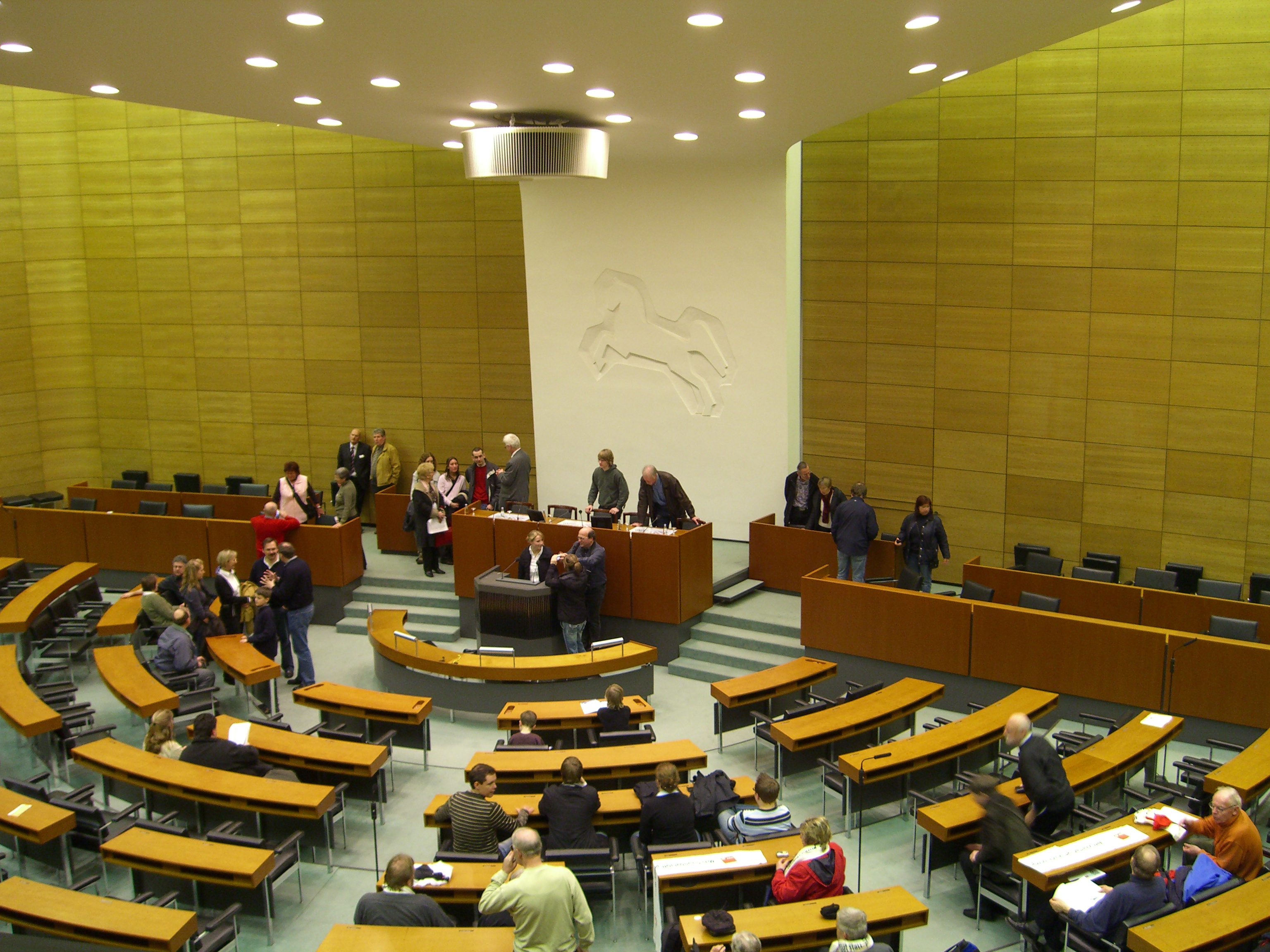
Ландтаг Нижней Саксонии

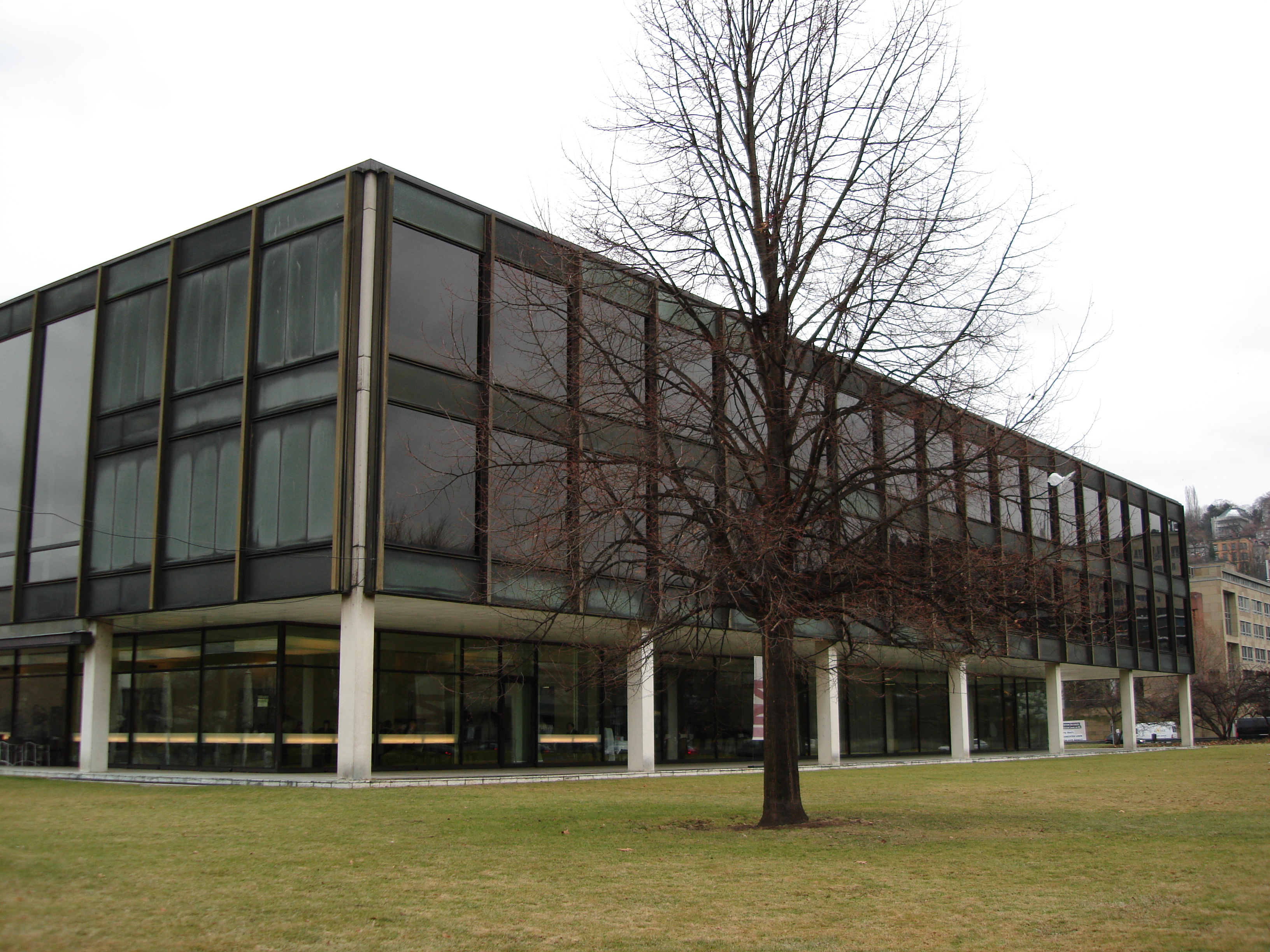
Здание ландтага в Штутгарте, Баден-Вюртемберг

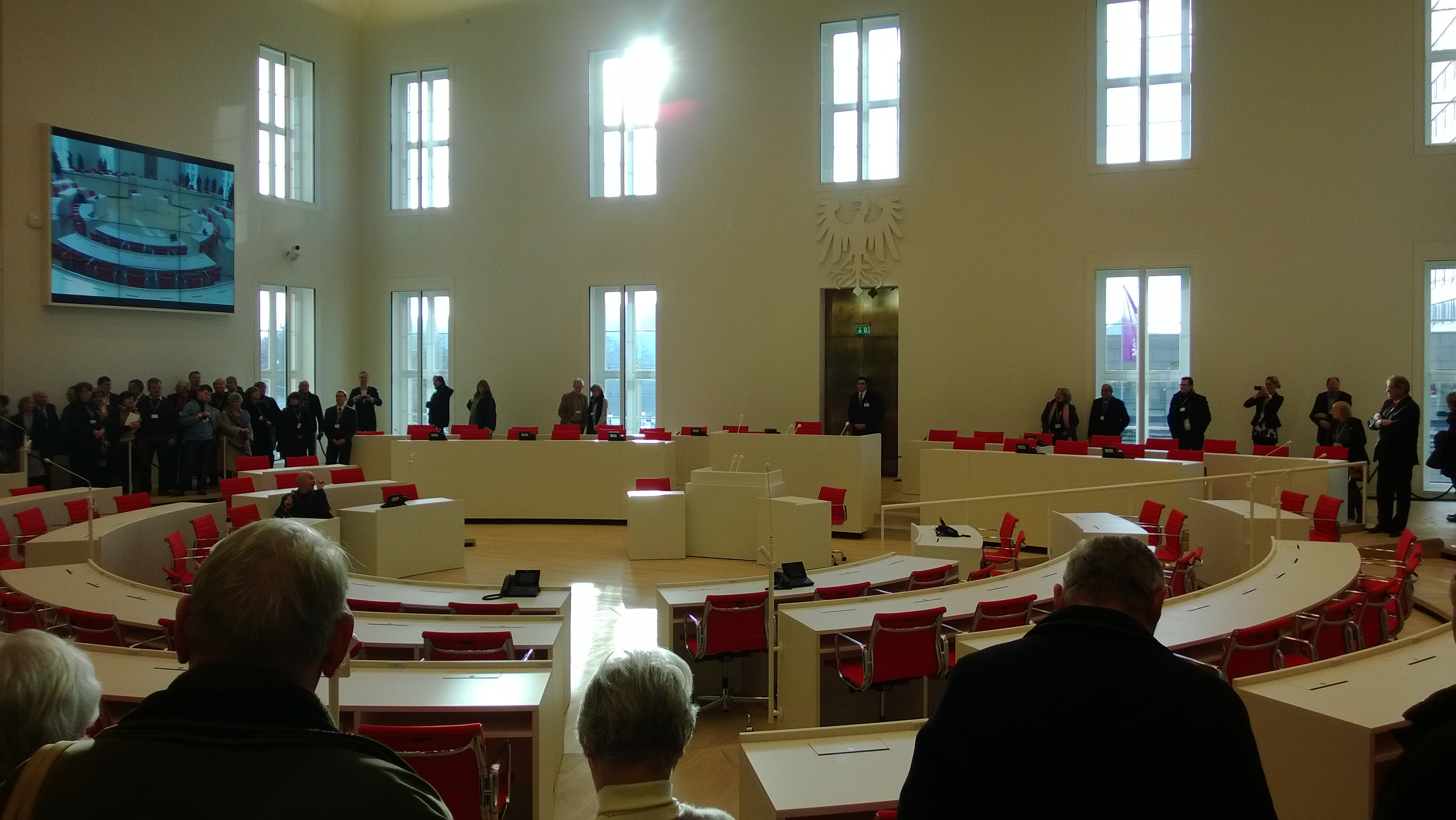
Зал пленарных заседаний ландтага Бранденбурга

Ландта́г (нем. Landtag, от Land — земля, страна и Tag — собрание) — парламент земли (земский парламент) в Германии и Австрии, земельный парламент провинции Больцано (в составе Италии), а также парламент княжества Лихтенштейн. 
В различный период времени ландтаги имели различия, в разных государствах и странах.

## История
1) В Средние века ландтаги были органами сословного представительства в германских государствах, возникшими в XIII веке.
2) Местные органы власти, сформировавшиеся в отдельных немецких княжествах в XVI—XVII веках. В начале XIX века ландтаги были преобразованы в сословные представительные собрания, ведающие вопросами местного значения.
3) Представительный орган Северогерманского союза (до образования в 1871 году Германской империи).
4) Название представительных органов в ряде немецкоязычных государств.
Ландтаг (земский парламент) — орган, члены которого избраны из представителей народа. Он является высшим конституционным органом земли. Ландтаг принимает законы, утверждает бюджет и выбирает премьер-министра. Кроме того, ландтаг участвует в формировании правительства и осуществляет контроль его работы.
Мы живём в условиях непосредственной или так называемой представительной демократии. Вся государственная власть исходит от народа. Она реализуется путём выборов, голосований, референдумов. В остальном власть осуществляется конституционными органами страны: законодательным органом (ландтагом), органами исполнительной власти (правительством земли и подведомственными учреждениями), а также органами правосудия (государственным земским судом и прочими судами). Среди всех органов ландтаг занимает особое место, так как это единственный орган, выбираемый непосредственно из представителей народа.
В нацистской Германии ландтаги были уничтожены. В ФРГ — высшие представительные органы земель, кроме того, в городах Бремен и Гамбург ландтагами называются также муниципальные органы — городские собрания. В Австрии ландтаги — парламенты земель. Ландтагом называется также парламент в княжестве Лихтенштейн. В 1949—1952 годах и в 1990 году — парламенты земель ГДР, включали в себя от 90 до 120 депутатов, избирались по партийным спискам сроком на 4 года.

Ландтаг является представительным органом, так как он представляет весь народ. Одновременно это и посреднический орган, поскольку он претворяет различные мнения и интересы граждан в юридически действенные решения, направляющие политику государства. Депутаты ландтага выбирают членов других государственных органов (правительства земли, государственных судебных палат, государственной счётно-ревизионной палаты, уполномоченных по защите данных). Кроме того, он выполняет контролирующие функции, поскольку он обладает многими инструментами для контроля земского правительства и его администрации.
5) В Ливонии в 1419—1516 годах ландтаг — выборный представительный орган. Позже ландтагами называли дворянские собрания в прибалтийских (Остзейских) губерниях (Курляндии, Лифляндии и Эстляндии) Российской империи.